# Abdij van Park
Abdij van Park, ook wel Parkabdij, Abdij van het Park of Abdij van 't Park genoemd (Frans: Abbaye de Parc-le-Duc), is een premonstratenzers- of norbertijnenabdij gelegen in Heverlee bij Leuven. Alhoewel de officiële naam van de abdij conventus Sanctae Mariae de Parco luidt, is ze nu bekend als Abdij van Park waarbij de huidige naam duidelijk verwijst naar het vroegere hertogelijke park met jachtverblijf, gelegen in de nabijheid van bossen in het Leuvense.

## Macht en verval
De Parkabdij werd gesticht in 1129, op initiatief van Godfried I met de Baard, graaf van Leuven en hertog van Neder-Lotharingen. Hij vroeg aan de toenmalige abt van de premonstratenzerabdij te Laon om een abdij in de buurt van Leuven te stichten. De graaf stond hiervoor een park en een jachtslot af. De meier van Leuven schonk nog meer gronden met daarop een watermolen.
Bouwstijlen van romaans over gotiek, renaissance en (laat-) barokke architectuur lieten hier hun sporen na in een typische, Brabantse versie. Hierdoor is de abdij ondanks de verschillende bouwperiodes een architectonisch ensemble.
Hertog Jan IV van Brabant verleende de abt van de Parkabdij in 1416 de titel van aartskapelaan van de hertogen van Brabant. De abt behoorde hiermee tot de hertogelijke hofhouding. Tot 1795 droegen de abten deze typisch Brabantse titel. De abten van Park zetelden tot de Franse Revolutie in de Staten van Brabant en bestuurden dus mee het hertogdom Brabant. Dit gaf hun middelen en macht om hun rijkdom uit te bouwen. De Parkabdij behoorde eeuwenlang tot het grondgebied van de stad Leuven (oude namen: de Vrijheid of Vrije van Leuven, de Kom van Leuven). De heren van de abdij waren dus poorters of burgers van de stad. Zelf bezat de Parkabdij talrijke domeinen en gronden in heel het hertogdom Brabant, in mindere mate ook in het Prinsbisdom Luik. De abdij bezat in de 17de eeuw een kleine militie, voor ordehandhaving en bewakingsopdrachten.
Tijdens het Oostenrijks bestuur wensten de norbertijnen van de Parkabdij de kerkelijke hervormingen van keizer Jozef II niet te volgen. Vooral de nieuw opgerichte faculteit theologie in Leuven stond ze niet aan. Op 4 maart 1789, na enkele mislukte verzoeningspogingen, stormde de Oostenrijkse procureur-generaal Van Laecken met honderden soldaten naar de abdij. Deze werd dan geplunderd en deels vernield; vooral de wijnkelder moest eraan geloven. Op 31 maart 1789 zette het Oostenrijks bestuur de norbertijnen op straat en een deel van de inboedel (meubelen, zilverwerk, porselein) werd publiek verkocht. (Dit alles dus nog voor de Franse Revolutie!). Op 16 februari 1790 keerden de paters terug naar Park, nadat het Oostenrijks regime was vervangen door dat van de Verenigde Belgische Staten. Het Oostenrijkse leger keerde in 1790 echter tijdelijk terug en vernielde opnieuw een stuk van de abdij. Onder het bestuur van de opvolger van Jozef II, keizer Leopold II, konden de paters hun klooster weer bewonen. In 1793 hield een Frans regiment er echter lelijk huis, waarbij de norbertijnen opnieuw moesten uitwijken. In 1795 kreeg de abdij nieuwe bewoners: de Franse generaal Jardon installeerde zich daar, tezamen met zijn militaire huishouding. In 1797 werd de abdij op militair bevel afgeschaft; er woonden toen een 40-tal norbertijnen. Gronden en bezittingen werden publiek verkocht, en dit in tumultueuze omstandigheden waarbij tegenstanders van de verkoop Franse ambtenaren lastigvielen. Het belangrijkste lot van de openbare verkoop, de abdij zelf, werd in Brussel geveild en kwam via rijke tussenpersonen/stromannen weer in handen van norbertijnen, die in 1801 voor de zoveelste maal konden terugkeren.
In 1831 besliste het stadsbestuur van Leuven om honderden Nederlandse krijgsgevangenen in de abdij te huisvesten. Deze kwamen kort nadien allemaal vrij wanneer het Nederlandse invasieleger België binnenviel tijdens de Tiendaagse Veldtocht.
De Abdij van Park kwam ongeschonden uit de beide wereldoorlogen. In de jaren ‘50 werd het grondgebied van de parochie van Park toegevoegd aan de gemeente Heverlee. In het kader van de gemeentefusies in 1976 kwam het abdijdomein bij het grondgebied van de stad Leuven.
Om het waardevolle domein van de Abdij van Park een nieuwe toekomst te kunnen geven, sloten de norbertijnen in september 2003 een erfpacht af met de stad Leuven. Dankzij deze overeenkomst kon de restauratie van de oude watermolen, de Mariapoort en de zone rondom de abdij aanvatten. Het wagenhuis uit 1664 werd in erfpacht gegeven aan Kerk in Nood/Oostpriesterhulp.
In 2011 volgde een tweede erfpachtovereenkomst, ditmaal van het volledige kloostercomplex. Onmiddellijk hierna startte de stad Leuven met de steun van de Vlaamse overheid de definitieve restauratiecampagne die volgens planning zal afgerond zijn in 2025.
In 2021 telt de abdij vijf norbertijner kanunniken.

## Site

### Vijvers
In de middeleeuwen werden er twee vijvers uitgegraven, rond 1700 kwamen er nog twee bij. De Molenbeek en enkele bronnen zorgen voor de watertoevoer. De gerenoveerde sluizen regelen de waterstand. Door de vijvers af en toe leeg te laten wordt het natuurgebied onderhouden en is er minder slib, helderder water en controle op het visbestand en plantengroei.

### Abdijmuren
Rondom de abdij loopt een 2,2 km lange abdijmuur die de abdij afschermt.
In 2017 begon de restauratie. De ontbrekende delen worden heropgebouwd en de bovenzijden van de muren hersteld. Bepaalde delen van de muur zijn te waardevol om te herstellen.

### Mariapoort
Een abdij werd meestal opgedeeld in verschillende zones. De Mariapoort is de toegang tot de buitenste zone en sluit de rest van de abdij af van de omliggende vijvers, landerijen en weilanden.
De Leeuwenpoort (uit 1725) is de buitenste poort van de abdij. De Mariapoort is het eerste poortgebouw en was vroeger de portierswoning.
Het Huis van de Polyfonie, een project van de Alamire Foundation, is gevestigd in de gerestaureerde Mariapoort van de Abdij van Park te Leuven. Er zijn twee ensembles in residentie: het Vlaamse ParkCollegium, en het Nederlandse Capella Pratensis.

### Watermolen
In opdracht van abt Ambrosius Van Engelen werd de watermolen in 1534 opgetrokken, samen met de kern van de huidige Sint-Janspoort. Er waren toen slechts twee vijvers, de derde en de vierde werden pas rond 1700 uitgegraven. De vijvers dienden zowel als kweekvijvers en als waterreservoirs om de molen aan te drijven. Achter de molen en aansluitend bij de Sint-Janspoort stond de smidse.
Ooit waren er twee molens op het domein. De molen die vandaag overblijft staat op de benedenloop van de Molenbeek en werd daarom vroeger ook wel de onderste molen genoemd. De tweede molen, de bovenste molen, bevond zich meer stroomopwaarts maar bestaat niet meer. De functie van de tweede molen is niet duidelijk, mogelijks werd hij gebruikt als houtzaagmolen.
De watermolen bleef eeuwenlang in gebruik en werd verpacht aan een leek. Die maalde er tarwe, rogge en gerst voor de abdij maar ook voor de boeren uit de omgeving. Omstreeks 1860 werd in het molengebouw een krachtige stoommachine geïnstalleerd die de maalcapaciteit gevoelig opdreef. De laatste molenaar, Marcel Morren, overleed in 1963. Tussen 1963 en 2014 werd er in de abdij niet meer gemalen.
In 1947 werd de molen als monument beschermd maar het molengebouw stond op instorten. In 2004 werd het geconsolideerd. In 2011 worden de kloostergebouwen voor 99 jaar in erfpacht gegeven aan de stad Leuven die in 2012 start met de restauratie van het kloostergebouw. In 2013 volgt de restauratie van de watermolen.
Op vrijdag 7 maart 2014 werd er voor de eerste keer terug graan gemalen. Tegenwoordig wordt er elke 3e zondag van de maand gemalen door molenaar Johan Boulanger.
In 2014 opende brasserie De Abdijmolen de deuren in het gebouwencomplex van de watermolen. De brasserie bevat ook enkele vergaderzalen en een terras over de beek. Vermits het abdijdomein als stilgebied is ingekleurd sluit de horecazaak om middernacht.

### Neerhof
De Sint-Janspoort (vroeger de armenpoort) is het tweede poortgebouw. De poort sluit de buitenste zone af van die van het Neerhof. Het Neerhof wordt omringd door de Tiendenschuur, het Wagenhuis en het Provisorenhuis. Het Neerhof was het centrum van de economische activiteiten van de abdij en was de schakel tussen de abdij en zijn pachthoeven en landerijen.
In de tweede helft van de 17e eeuw werd het oude complex in vakwerk en baksteen vervangen de huidige hoevegebouwen, opgetrokken in traditionele bak- en zandsteenstijl, versierd met barokke elementen.
In 2025 start de heraanleg van het Neerhof.

### Wagenhuis
Het Wagenhuis werd in 1663 gebouwd. De opvallende golving van het dak- en de gevellijn ontstond na verzakkingen tussen 1960 en 1970. Het historisch metselwerk met kalkmortel doorstond deze vervormingen zonder stabiliteitsproblemen. Momenteel doet het Wagenhuis dienst als hoofdzetel van Kerk in Nood in België.

### Provisorenhuis

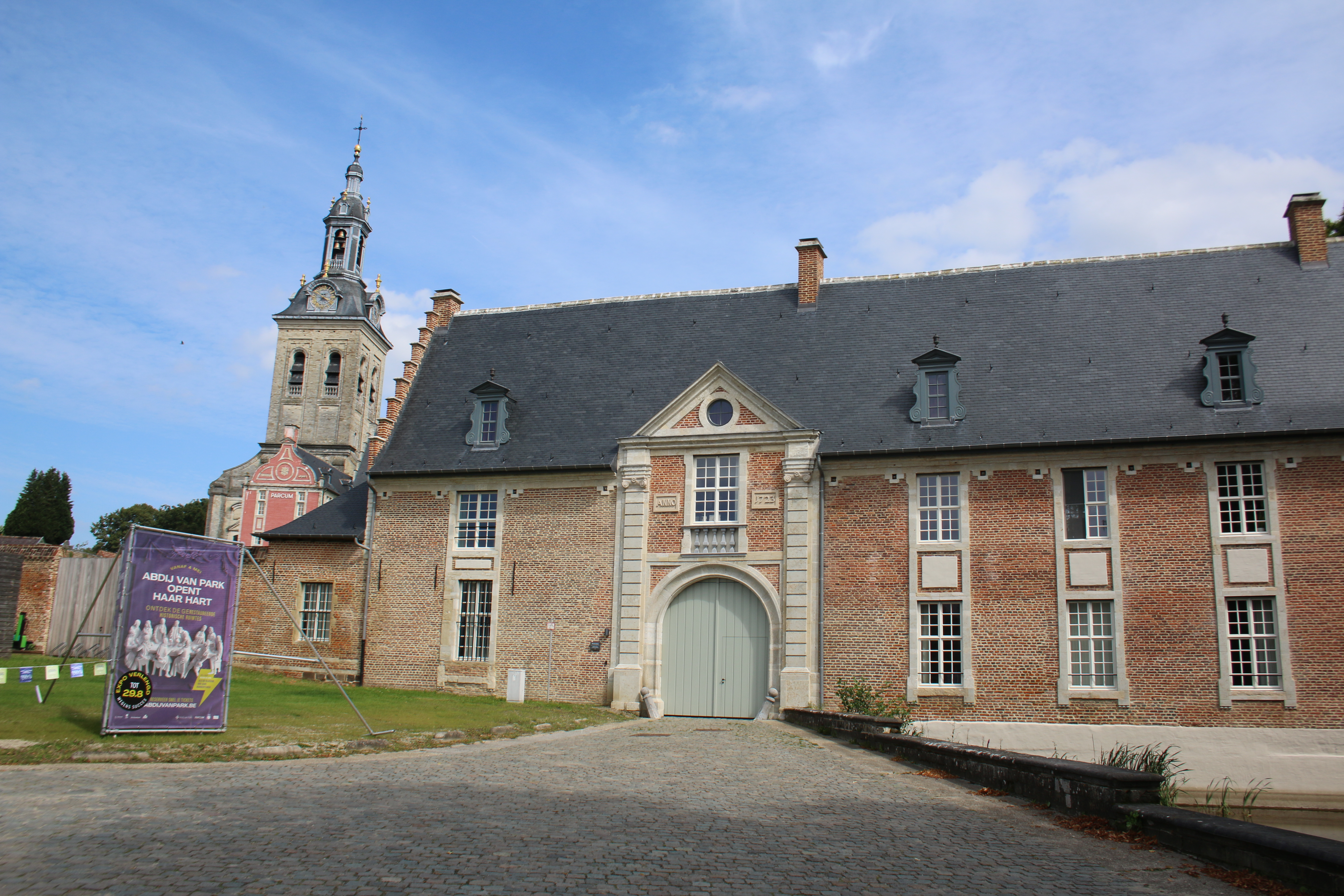
Provisorenhuis op het Neerhof

Het Provisorenhuis stamt uit de middeleeuwen en kreeg zijn huidige uitzicht in de 18e eeuw. Het deed dienst als residentie van de pater-econoom of provisor. Er werd vooral over de economie van de abdij gesproken met boeren, ambachtslui, handelaars, bouwmeesters en anderen.
In oktober 2018 startte de restauratie van het Provisorenhuis waarna er kantoorruimtes zouden komen. Deze werken zijn in 2021. Tijdelijk wonen de norbertijnenpaters hier tot 2025.

### Tiendenschuur met stallingen en melkhuisje

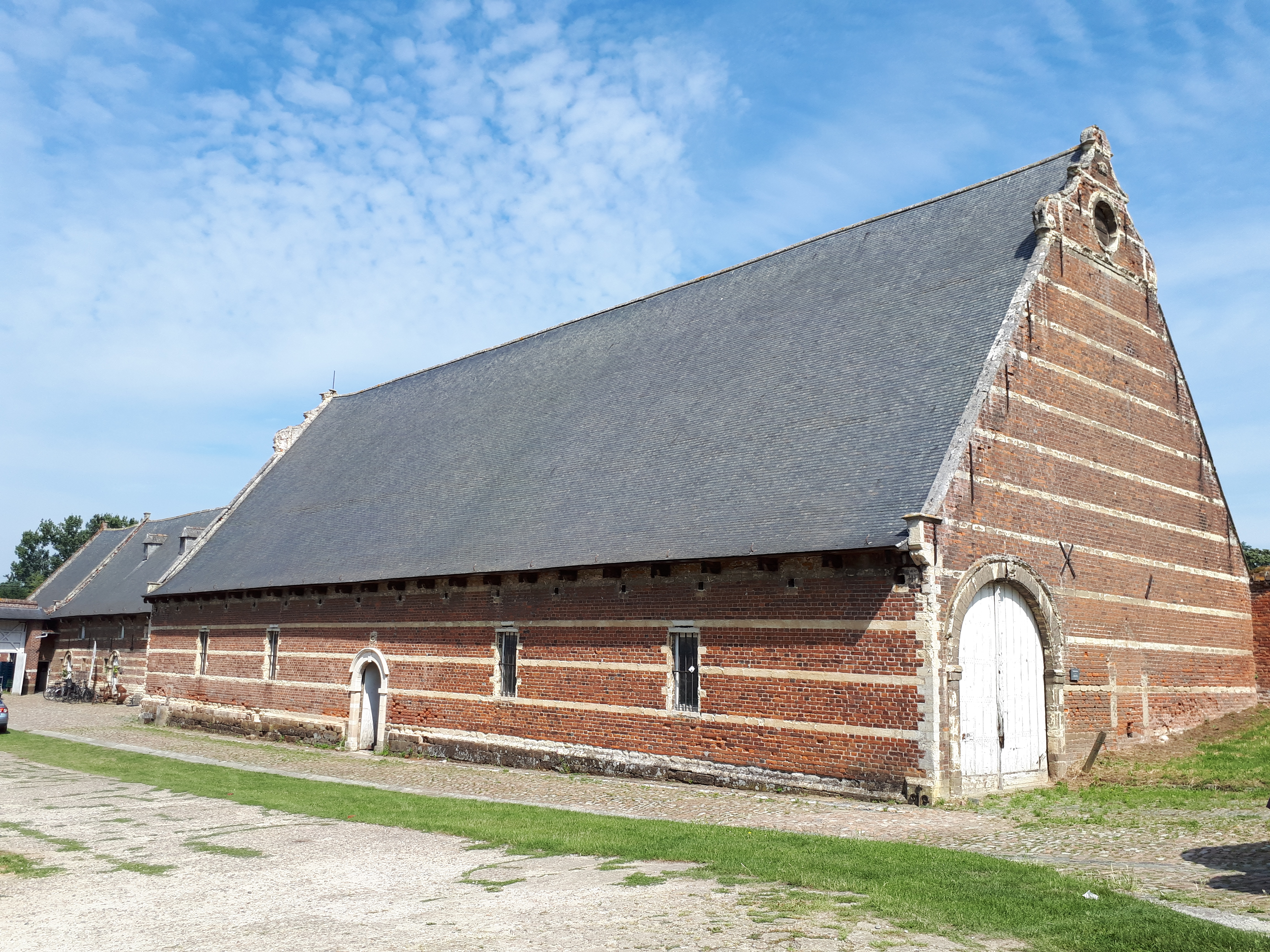
Tiendenschuur op het Neerhof

Een tiende van de graanoogst van pachters werd hier als belasting opgeslagen. De stallen boden onderdak aan koeien, waarvan men de melk verwerkte in het melkhuisje.
De hoevegebouwen (1663) werden gerestaureerd tussen 2018-2021. Vanaf midden 2021 wordt deze plek de zetel van de Abdijboerderij, een samenwerkingsverband van verschillende partners rondom biologische stadslandbouw. Er is een nieuwe winkel met producten van de abdij door Wonen en Werken - De Wikke en een kaasmakerij door Boerencompagnie. Achter de schuur is er een nieuwe buitenstal voor koeien. Boven zijn er leslokalen voor Landwijzer.

### Sint-Jan-de-Evangelistkerk

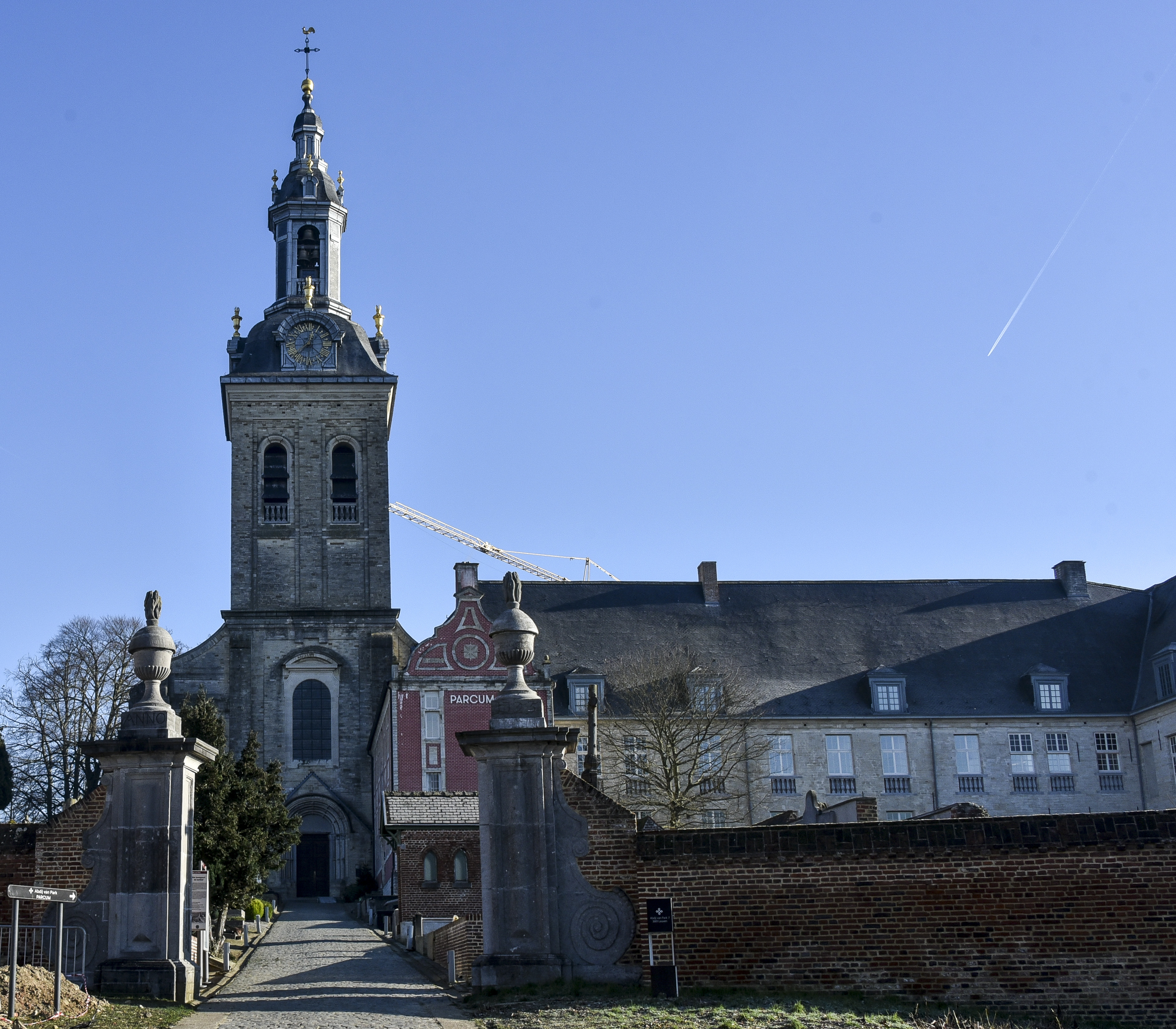
Kerkhof met Sint-Jan-de-Evangelistkerk op de achtergrond

Het laatste grote bouwwerk van de site. De kerk zelf werd rond 1300 opgetrokken in maasromaanse stijl (te zien aan de typische portiek en rondboogvensters) en in 1729 aangepast aan de classicerende barokstijl. De toren kwam er begin 18e eeuw.
Op 12 augustus 1803, tijdens het Frans bestuur, richtte de aartsbisschop van Mechelen-Brussel, Jean-Armand de Roquelaure, de parochie van Park op. De abdijkerk werd vanaf toen toegankelijk voor het publiek.
De kerktoren kreeg in 1730 een beiaard met 40 klokken. In 1811 verhuisde de beiaard naar de Sint-Pieterskerk in Leuven, waar ze tijdens de Brand van Leuven, in de nacht van 25 op 26 augustus 1914, in vlammen opging.
In 2014 ontdekte de stadsarchivaris van de Duitse stad Neuss dat lokale reservisten mee verantwoordelijk waren voor de brand. Daarom ondertekenden afgevaardigden van Leuven en Neuss op 24 augustus 2016 een samenwerkingscharter. Symbool van de verzoening werd een nieuwe Vredesbeiaard, die op 11 november 2018 naar aanleiding van honderd jaar wapenstilstand werd ingespeeld. Op basis van documenten kon het oude instrument worden gereconstrueerd, zodat het 18de-eeuwse klankbeeld in en rond de abdij werd hersteld.

### Klooster

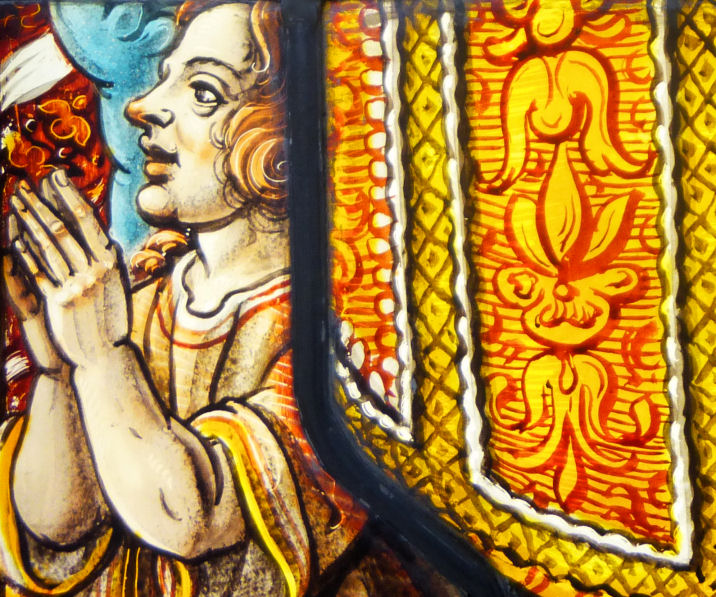
Glasramen door Jean de Caumont, Brussel.

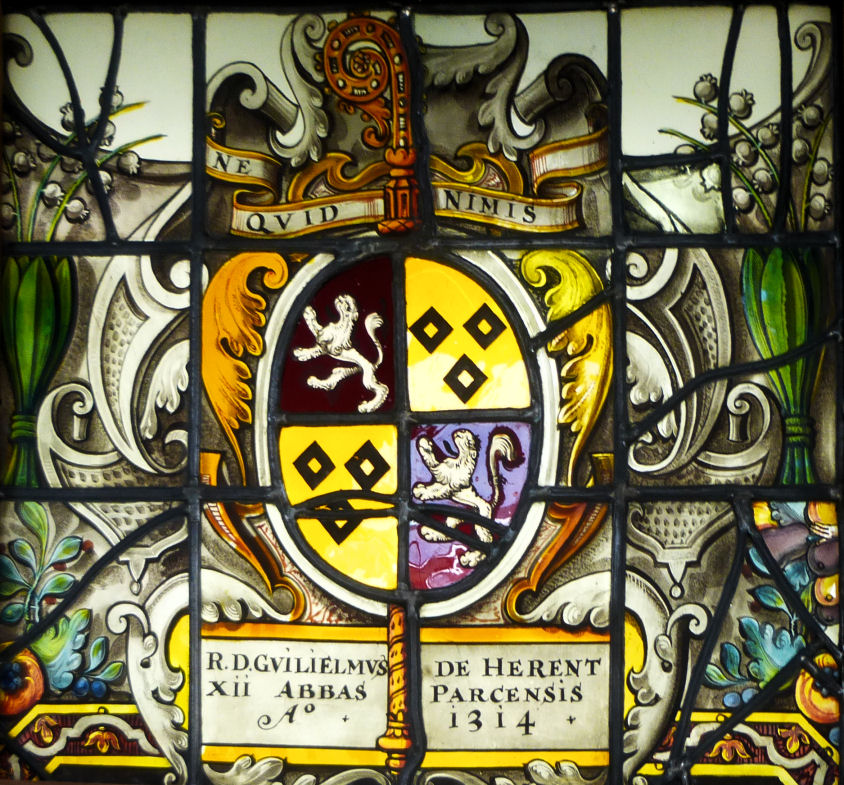
Wapenschild van abt Guillelmus van Herent (1643) door Jean de Caumont, Brussel, Koninklijke Musea voor Kunst en Geschiedenis.

In deze westvleugel van het klooster bevindt zich het abtskwartier met vier salons. In deze salons ontvingen de norbertijnen vroeger hun gasten. De abdij bezat ooit 41 glasramen vervaardigd door de stadsglazenier van Leuven, Jean de Caumont (17e eeuw). Een twintigtal daarvan werden al opgespoord (onder andere bij een Engelse kunsthandelaar en uit de collectie van de universiteit van Yale) en terug naar de abdij gebracht.
Na de restauratie werd PARCUM in de westvleugel gehuisvest: een dialoogmuseum voor religie, kunst en cultuur. Op 25 oktober 2017 opende het nieuwe museum de deuren. Het CRKC (Centrum voor Religieuze Kunst en Cultuur) kreeg er burelen op de eerste verdieping. Het herbergt nu een triomfkruis, een Vlaams topstuk, oorspronkelijk bewaard in de Sint-Trudoabij te Male (zie afbeelding).
De abdijbibliotheek bevat 4.576 drukwerken van vóór 1830. Ze is ondergebracht in de zuidvleugel van de abdij en werd in 2012-2014 gerestaureerd. Het plafond van de bibliotheek en vestibule met sierstucwerk van Jan Hansche uit 1672 kreeg bijzondere aandacht. Het verbeeldt episoden uit het leven van de heilige Norbertus. Hansche plaatste in 1679 ook stucwerk op het plafond van het refectorium, thema in deze ruimte waren Bijbelse verhalen rond maaltijd en voedsel, met centraal Het Laatste Avondmaal.
Vanaf 2021 tot 2025 worden ook de noordvleugel, de oostvleugel en de infirmerie van het klooster gerestaureerd. Daarin gaan op termijn de paters norbertijnen en priesters-studenten van KU Leuven wonen. 
In 2024 werden 13de-eeuwse muurschilderingen ontdekt.

### Gastenkwartier
Het Gastenkwartier dateert van 1698 en diende vroeger als logeerplek voor gasten van de kanunniken. De restauratie van het interieur, exterieur en de fundering (die was scheefgezakt door de Molenbeek) zijn gefinaliseerd. Later werd het omgebouwd tot burelen van Alamire Foundation. Ook een microbrouwerij Braxatorium Parcenis, nagebouwd zoals het vroeger was, in de kelder opende in 2019.

### Abdijdomein
Het domein van 42 ha. is het restgebied van een veel groter voormalig geheel van ongeveer 3.500 ha. van bossen, landerijen en weilanden. In de negentiende eeuw hielden de nieuw aangelegde spoorlijnen rond de abdij de oprukkende stad tegen. Stilte en authenticiteit bleven op die manier bewaard.
Er is een hedendaags stadslandbouwproject, met een imker. Er is ook een rijke fauna en flora op de site, zoals de hoogstamboomgaarden en verschillende zeldzame vogelsoorten die er broeden.

### Kerkhof
Naast de kerk lag vroeger een ommuurde boomgaard, die sinds 1850 omgevormd werd tot begraafplaats.
Het kerkhof groeide uit tot een Leuvense versie van het bekende 'Père Lachaise', waar religieuzen, professoren, politici, en voorvechters van de Vlaamse zaak begraven liggen:
- Jan Baptist David (1801-1866), historicus en professor
- Mgr Constantin Joseph Pieraerts (1835-1887), rector
- Mgr Alexandre Nameche (1811-1893), rector en historicus
- Albert Nyssens (1855-1901), jurist en politicus
- Edouard Van Beneden (1846-1910), zoöloog en embryologist, professor
- Pierre Langerock (1859-1923), architect
- Albert de Vleeschauwer (1897-1971), minister
- Julien Sterckx (1870-1977), de laatste begijnenpastoor van het Groot-Begijnhof
- Gaston Eyskens (1905-1988), Premier van België
- Gaston Geens (1931-2002), eerste Minister-president van de Vlaamse Regering
- Veronique Vandekerckhove (1965-2012), conservator Museum M
- Jozef Nuttin (1933-2014), een hoogleraar psychologie
- Roger Blanpain (1932-2016), professor arbeidsrecht en senator
- Zjef Vanuytsel (1945-2015), chansonnier
- Placide Bernardus Haghebaert O.P. (1849-1905), dominicaan, vertaler en letterkundige
- Joannes Theodorus Beelen (1807-1884), linguïst en Exegeet, professor
- Delcourt, minister
- E. Poullet, historicus
- L. Ph. Gilbert, professor
- Ubaghs, professor
- François, professor
- Waterkyn, professor
- Van Kempen, professor
- Mgr de Nève, professor
- Mgr Haine, professor

Er liggen ook enkele slachtoffers begraven van het busongeval in Zwitserland in 2012
De norbertijnen hebben in de kloostertuin hun eigen privékerkhof.

## Trivia
- In de jaren 80 werden er opnames gedaan voor De Paradijsvogels, toen een populaire Vlaamse televisieserie van de BRT (nu VRT). Hierbij werd de kerk zowel het decor voor de hel als voor de hemel.
- Op het domein van de abdij gebeurden opnames voor de speelfilm "Un soir, un train"
- Op 30 maart 2022 brak er brand uit in de oude pachtershoeve aan de ingang van de site. De bewoners konden ontkomen, maar de hoeve raakte zwaar beschadigd.[11]

## Galerij

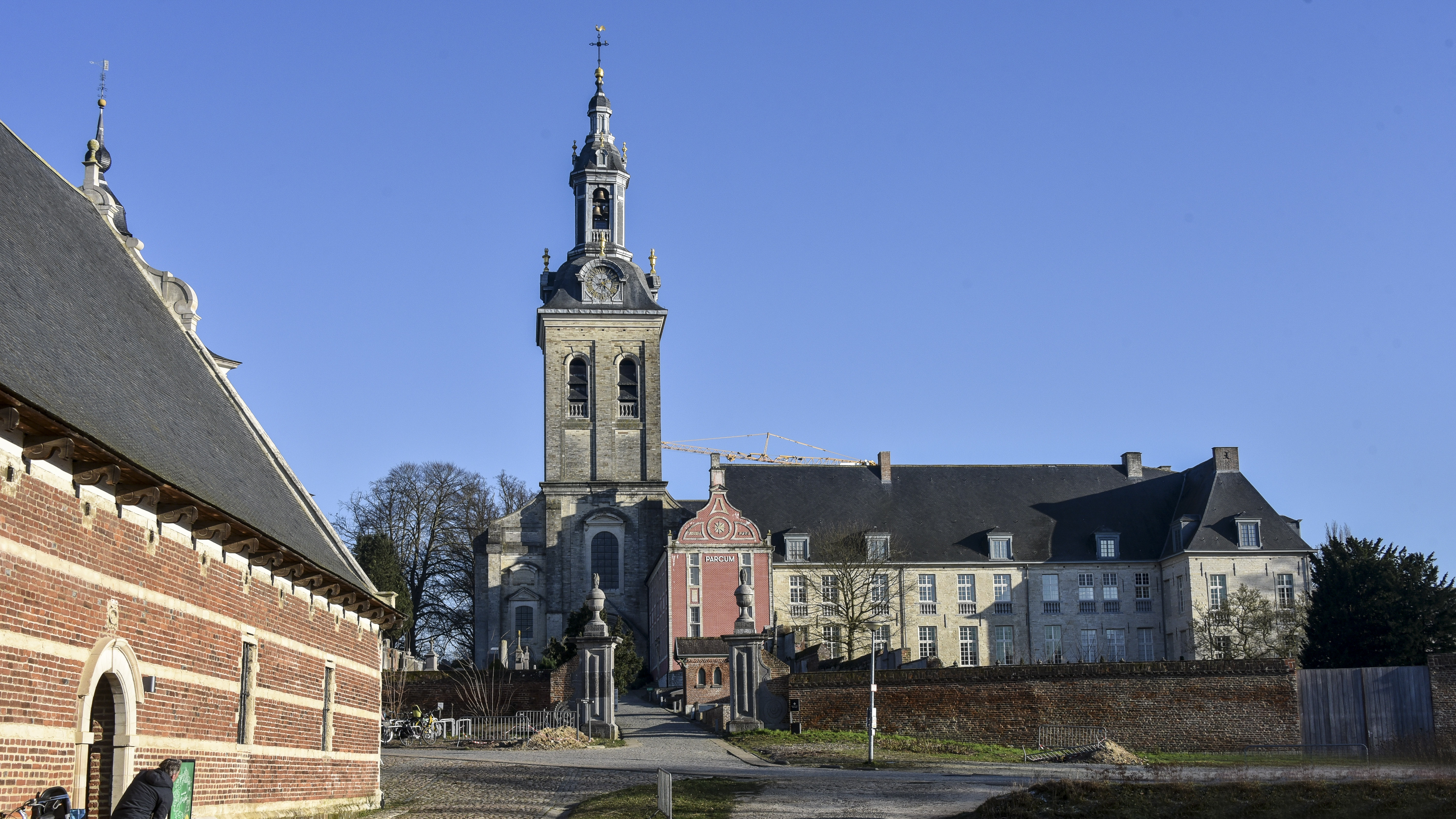
Tiendenschuur, Sint-Jan-de-Evangelistkerk, Parcum en klooster
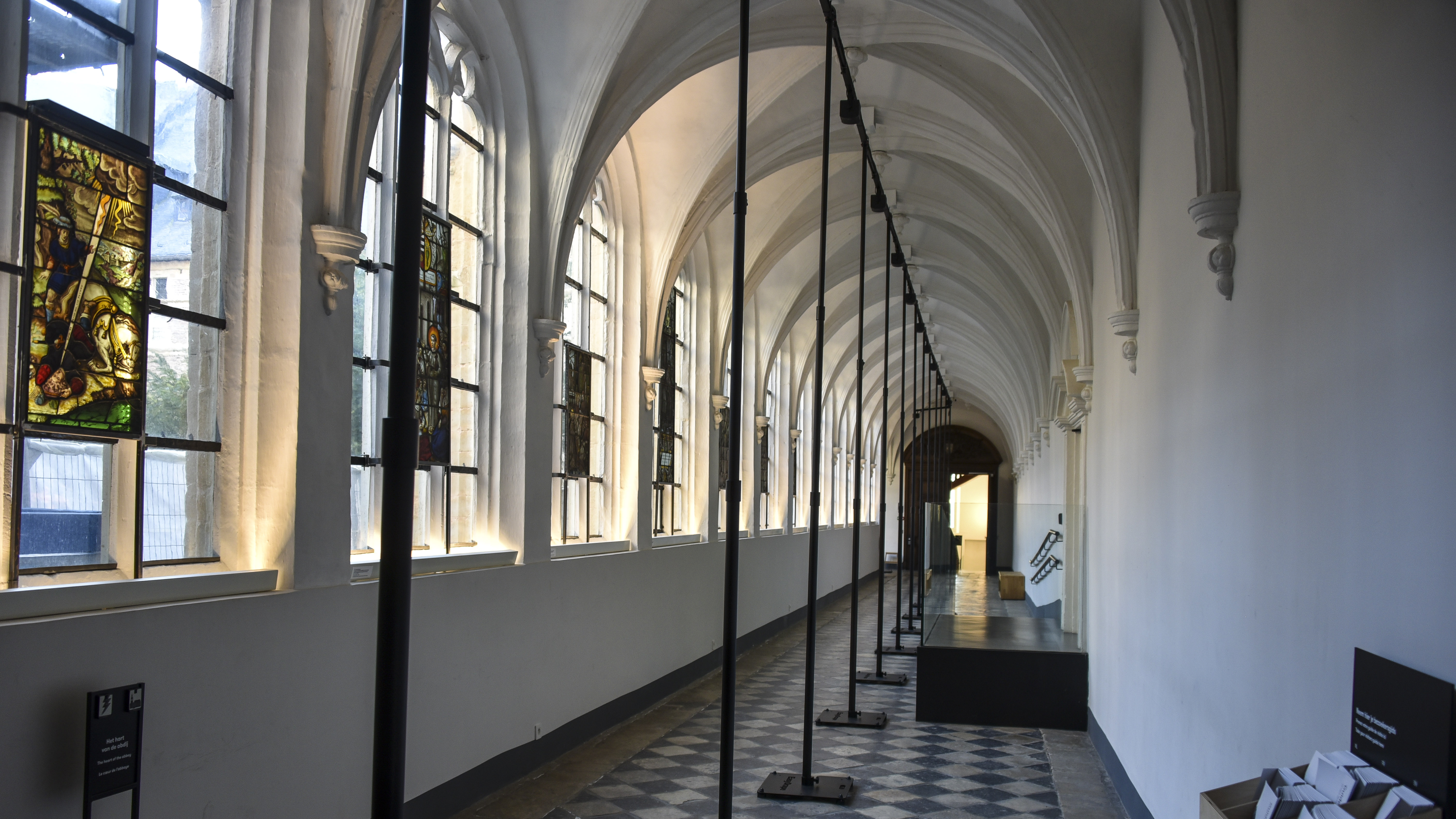
Pandgang
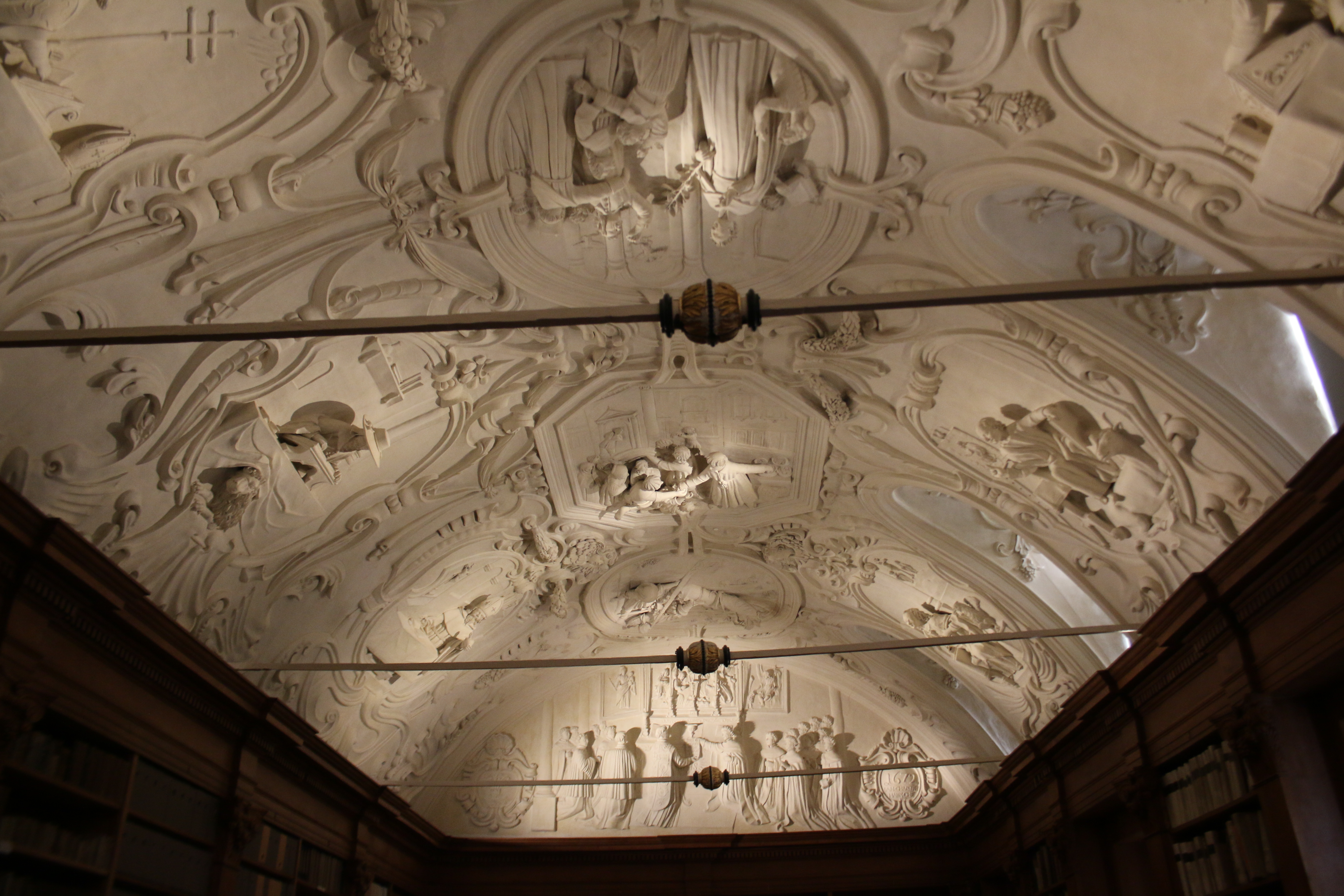
Stucwerk plafond bibliotheek
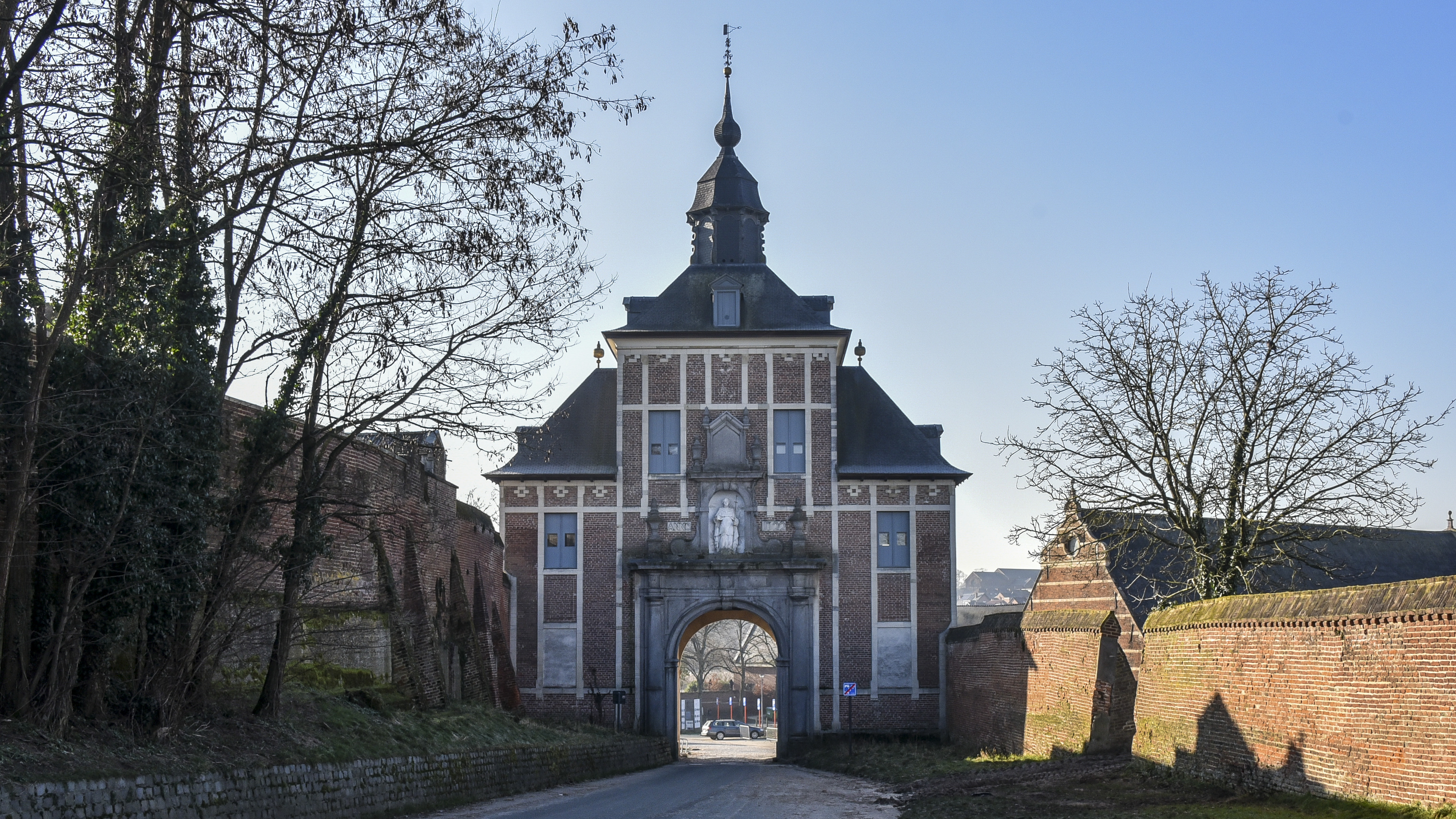
Norbertuspoort
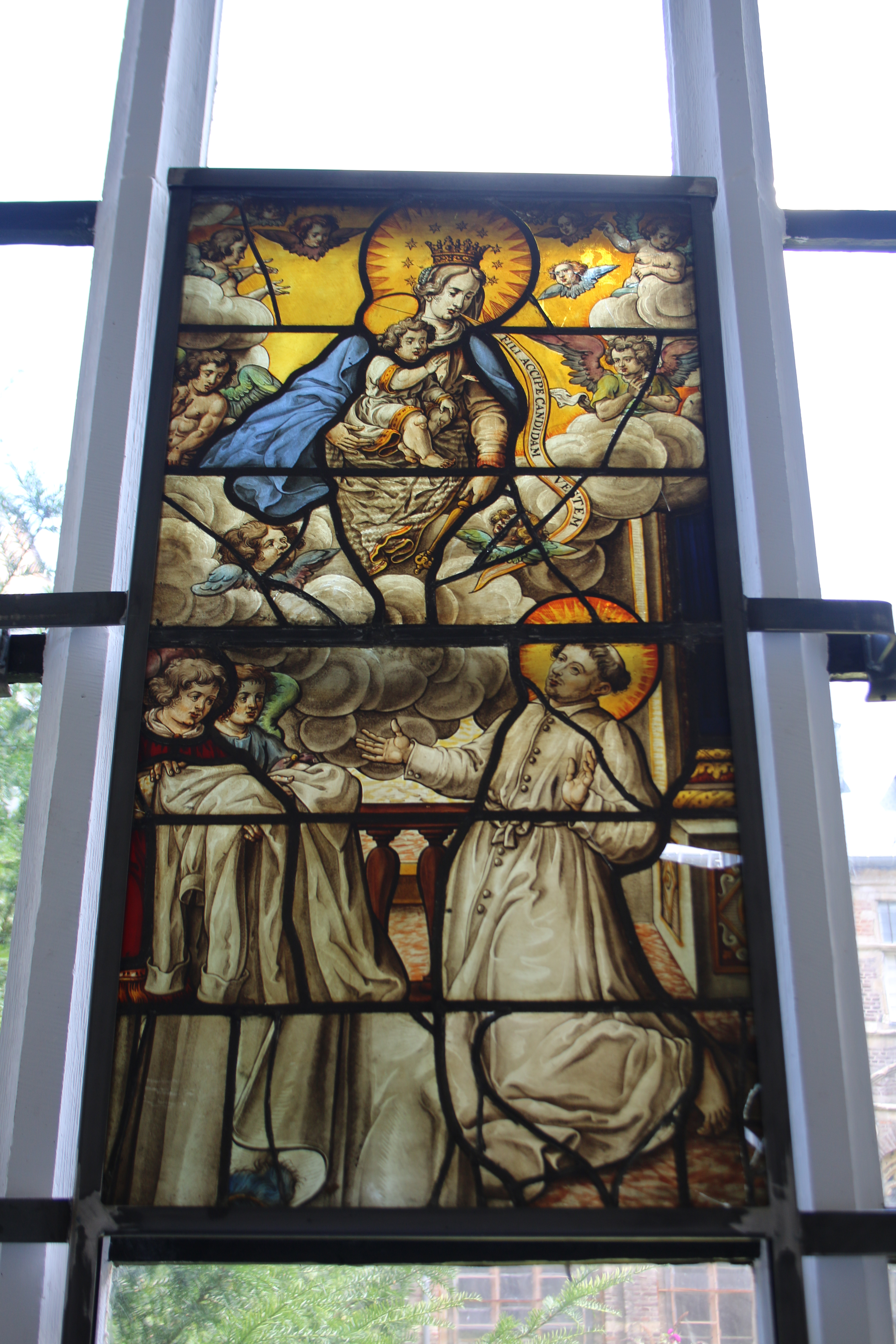
Glasraam pandgang
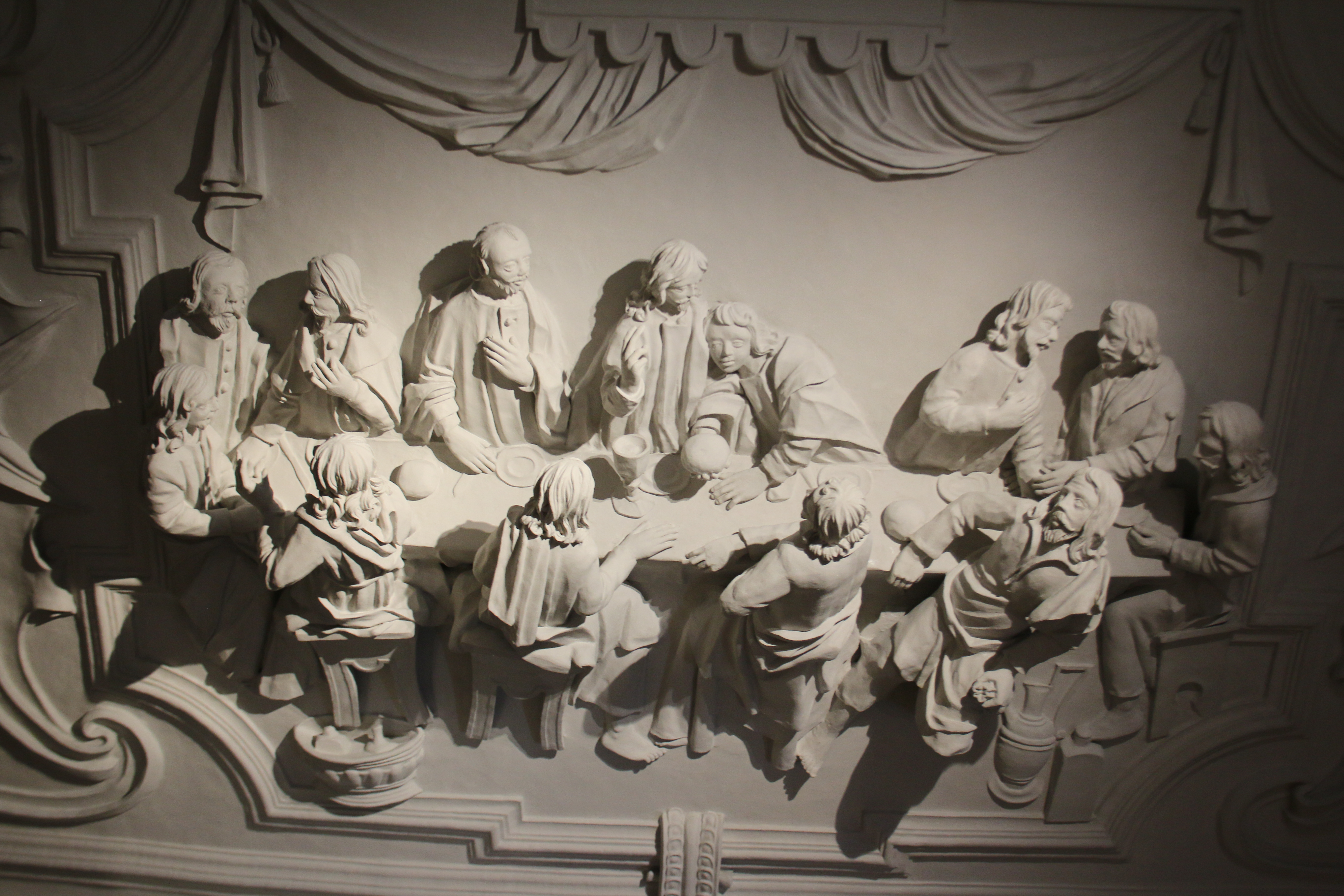
Stucwerk plafond refectorium
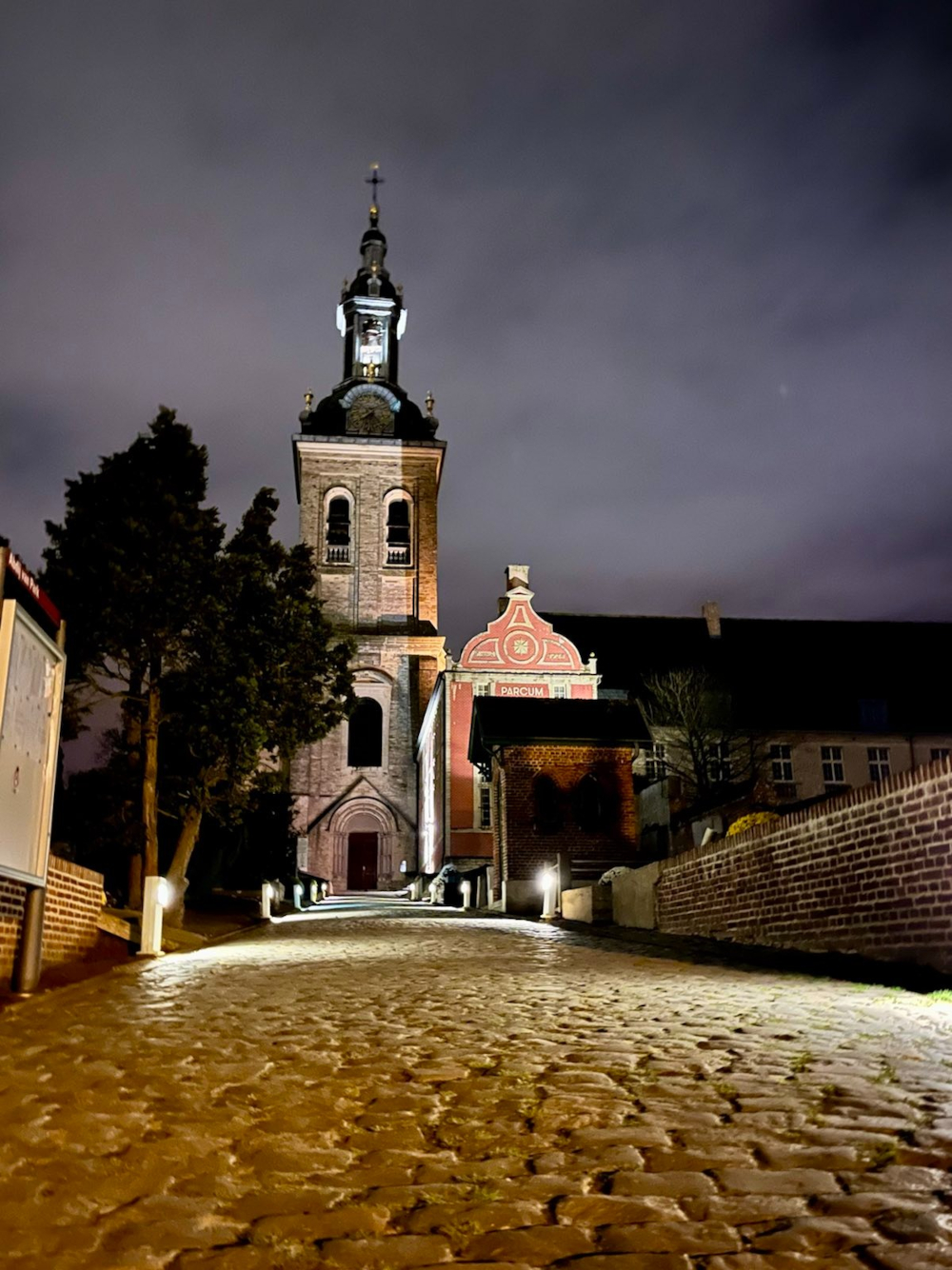
Kasseiweg naar de Sint-Jan-de-Evangelistkerk en Parcum
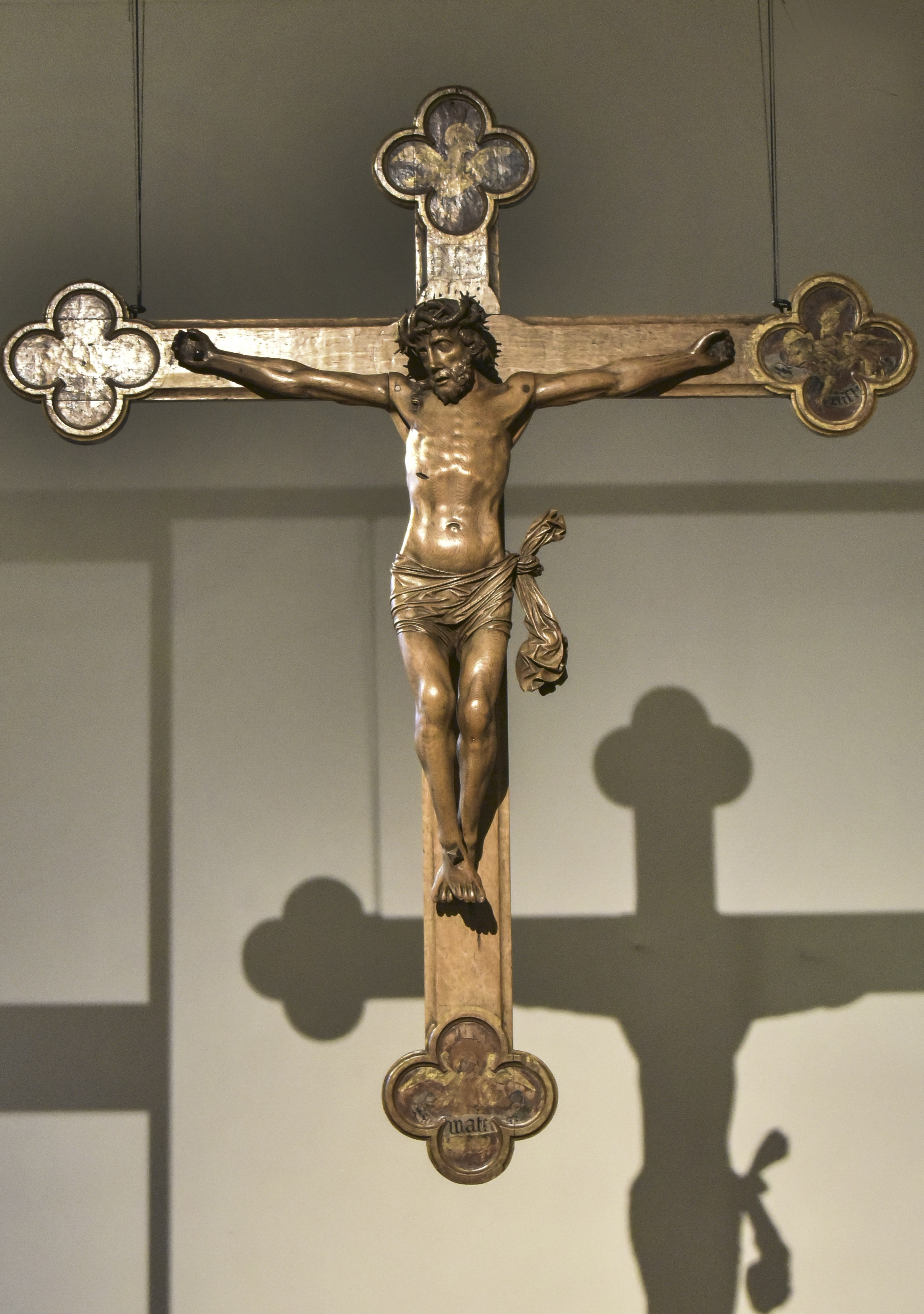
Triomfkruis uit de voormalige Sint-Trudoabdij